# تلمبه امامیه
تلمبه امامیه یک منطقهٔ مسکونی در ایران است که در دهستان فردوس (رفسنجان) واقع شده‌است.